# TNA World Tag Team Championship
TNA World Tag Team Championship er en VM-titel for tagteams, der er ejet af wrestlingorganisationen Total Nonstop Action Wrestling (TNA). Titlen bliver primært forsvaret blandt TNA's tagteams. VM-bælterne blev introduceret i maj 2007 under en episode af TNA's ugentlige tv-program Impact!. 

## Historie
Total Nonstop Action Wrestling blev grundlagt i maj 2002. Senere samme år fik TNA overdraget NWA World Heavyweight Championship og NWA World Tag Team Championship af National Wrestling Alliance (NWA), der er et ledende organ inden for wrestling. TNA blev i samme forbindelse officielt en wrestlingorganisation, der var medlem af NWA. I juli 2002 kronede TNA de første vindere af NWA World Tag Team Championship (i TNA's æra), og det blev A.J. Styles og Jerry Lynn, der blev TNA's nye verdensmestre. 
Der blev kæmpet om NWA World Tag Team Championship i TNA indtil maj 2007, hvor NWA annoncerede, at de ville afslutte deres aftale med TNA. Dermed kunne TNA ikke længere bruge NWA's VM-bælter. TNA introducerede derfor deres egne VM-bælter, TNA World Tag Team Championship. De sidste verdensmestre, mens TNA stadig rådede over NWA's titler, Team 3D, blev kåret som de nye verdensmestre i TNA. 
| Sport | Spire Denne artikel om sport er en spire som bør udbygges. Du er velkommen til at hjælpe Wikipedia ved at udvide den. |